# 237693 Anakovacicek
237693 Anakovacicek è un asteroide della fascia principale. Scoperto nel 2001, presenta un'orbita caratterizzata da un semiasse maggiore pari a 3,1068797 au e da un'eccentricità di 0,1291025, inclinata di 6,13003° rispetto all'eclittica.